# 번외수사
《번외수사》는 2020년 5월 23일부터 2020년 6월 28일까지 방영한 OCN 드라마이다. OCN 드라마틱 시네마의 세번째 작품이다.

## 기획의도
수단 방법 가리지 않고, 범인 잡는 꼴통 형사와 한 방을 노리는 열혈PD를 앞세운 다섯 아웃사이더들의 범죄소탕 오락액션

## 등장 인물

### 주요인물(팀 불독)
- 차태현 : 진강호 역 - 금평경찰서 강력 2팀. 수단 방법 가리지 않고, 범인 잡는 꼴통 형사
- 이선빈 : 강무영 역 - 팩트추적 PD. 정의감 100%, 시청률 1% 역전 한방을 노리는 열혈 PD.
- 정상훈 : 이반석 역 - 황천길 프로 배웅러 장례지도사, 시신 복원 전문가. 국과수 수석 부검의 출신.
- 윤경호 : 테디 정/정만복 역 - 전설의 조폭은 옛말, 저질 체력 칵테일 바 사장님. 강호와는 호형호제하는 사이.
- 지승현 : 탁원 역 - 화려한 말발의 판매왕, 본업은 프로파일러 탐정. 동네에서 작은 탐정사무소 운영.

### 진강호 주변인물

#### 강력반 형사
- 박정우 : 민대진 역 - 강호의 파트너, 강력반 형사.

### 테디 정 주변인물

#### 칵테일바 '레드존' 종업원(前 조폭 행동대장)
- 박태산 : 맨손 역 - 날렵하고 화려한 무술로 온몸이 무기, 레드존 주방장.
- 장진희 : 연장 역 - 손에 잡히는 물건을 무기로 만드는 환상의 손 기술을 가짐, 바텐더. 서빙 직원.

#### 상가번영회
- 박정언 : 포스녀 역

모텔 주인. 오니를 잡는 큰 활약을 하는 상가번영회 주요 3인방 중 한 주축.

### 그 외 인물
- 임철형 : 서인재 역 - 금평경찰서 강력 2팀장
- 유영채 : 맹형사 역 - 금평경찰서 강력 2팀원
- 김영성 : 조형사 역 - 금평경찰서 강력 2팀원
- 손광업 : 방송국 국장 역 - 강무영의 상관
- 이영석 : 지수철 역 - 구둣방 주인
- 송유현 : 홍 PD 역 - 강무영의 후배
- 박성준 : 강무택 역 - 강무영의 남동생
- 지찬 : 장민기 역 - 탁원의 의동생. 7년 전 버터 플라이 살인 사건의 범인으로 체포되어 복역 중인 연쇄살인범 (진범이 체포되면서 누명을 벗게 됨)
- 손병욱 : 강수 역
- 권혁범 : 이태성 역 - 이강파의 보스이며 과거 강수와 함께 테디 정의 오른팔&왼팔
- 조승연 : 유성국 역 - 과거 버터 플라이 살인 사건과 하청 노동자 사망 사건의 담당 검사였으며 현재는 서원시 시장
- 정윤서 : 최미나 / 장도일 역 - 버터 플라이 연쇄살인범. 산부인과 의사
- 이하늬 : 장성수 역 - 장도일의 동생. 장도일의 사망 신고를 함.
- 정찬비 : 가은 역 - 이반석의 딸
- 차우진 : 박현구 역 - 팩트추적 조연출
- 곽지유 : 메인작가 역 - 팩트추적 작가진
- 한여울 : 서브작가 역 - 팩트추적 작가진
- 김홍경 : 막내작가 역 - 팩트추적 작가진
- 김진성 : 조명수 역 - 조진수의 동생. 가은의 남자친구
- 이풍운 : 권기웅 역 - 통칭 '오니'. 10대 가출 청소년들을 움직여 범죄를 사주하는 가출 팸의 수장. 10년 전에 있었던 조진수·조명수 형제의 실종 사건 당시 촉법소년
- 김범준 : 패딩남 역 - 오니 팸 , 조명수의 친구 , 오니를 잡기 위해 협력하는 소년
- 김경식 : 신기철 역 - - 금평경찰서 박중구 서장의 후임
- 도연진 : 손지영 역 - 커터칼 연쇄살인의 생존자
- 장격수 : 함덕수 역- 지적 장애 3급. 커터칼 연쇄 살인의 공범
- 백승철 : 도기태 역 - 밀실 연쇄살인범
- 민경옥 : 노순이 역 - 지수철의 아내
- 김영무 : 신기정 서장 역 - 금평경찰서 신기철 서장 후임
- 박찬우 : 조상백 역
- 한상조 : 형사 역

### 특별출연
- 김광규 : 조직 보스 역 (1회 특별출연)
- 마동석 : 진우택 - 강호의 아버지 역 (사진, 특별출연) - 전직 경찰 간부
- 성병숙 : 진강호 모 역
- 한기웅 : 김민석 역 - 이도제약 본부장, 과거 '칼리가리 박사의 밀실'이라는 닉네임 주인. (1회 특별출연)
- 한기원 : 김민수 역 - 민석의 쌍둥이 동생
- 노영학 : 박재민 역 - 살인 사건 용의자. 10년 전 조진수·조명수 형제 실종 사건의 진범. 범행을 저질렀을 당시 촉법소년

## 시청률
최저 시청률과 최고 시청률은 시청률 조사회사와 지역별로 시청률에 차이가 있을 수 있습니다.
| 2020년 | 2020년   | 2020년         | 2020년       |
| 회차   | 방송일자 | AGB 시청률     | AGB 시청률   |
| 회차   | 방송일자 | 대한민국(전국) | 서울(수도권) |
| ------ | -------- | -------------- | ------------ |
| 제1회  | 5월 23일 | 1.947%         | 2.198%       |
| 제2회  | 5월 24일 | 2.485%         | 2.832%       |
| 제3회  | 5월 30일 | 2.151%         | 2.923%       |
| 제4회  | 5월 31일 | 2.458%         | 3.095%       |
| 제5회  | 6월 6일  | 2.323%         | 2.944%       |
| 제6회  | 6월 7일  | 2.674%         | 2.811%       |
| 제7회  | 6월 13일 | 3.786%         | 4.670%       |
| 제8회  | 6월 14일 | 3.318%         | 3.851%       |
| 제9회  | 6월 20일 | 2.799%         | 3.374%       |
| 제10회 | 6월 21일 | 2.843%         | 3.163%       |
| 제11회 | 6월 27일 | 2.908%         | 3.219%       |
| 제12회 | 6월 28일 | 4.389%         | 5.064%       |

## OST
다음은 오리지널 사운드트랙(OST) 싱글 앨범에 포함된 곡들이며, 정렬기준은 출시 순입니다.
- Part.1 김종서 - 번외수사 (2020.05.22)
- Part.2 C-Tru - TAKE ON THE WORLD (feat. Lenny Harold) (2020.05.23)
- Part.3 타이미(Tymee) - Bring it on! (2020.05.29)
- Part.4 지킹, 더킹 (블랙식스) - Fighter (2020.05.30)
- Part.5 이선빈 - Savage Killer (2020.06.05)
- Part.6 홍차[4] (Feat. 부현석) - Takedown (2020.06.06)
- Part.7 하이브로 - LAST SCENE (2020.06.12)
- Part.8 SUPERBEE - One Life (feat. Kidk Kidk) (2020.06.13)
- Part.9 ArieBand - 뱅뱅 (2020.06.19)
- Part.10 이현섭 - 기억 저편에 (2020.06.20)
- Part.11 하나루미 - Run in (2020.06.26)
- Part.12 소울사피엔스 - My turn (Feat. 보이스오일) (2020.06.27)

## 참고 사항
- 이 드라마는 픽션이며, 실제와 관련 없음을 밝힌다.
- 본 드라마의 화면은 레터박스로 구성되었다.

## 같이 보기
- 대한민국의 텔레비전 드라마 목록 (ㅂ)
- 2020년 대한민국의 텔레비전 드라마 목록